# Kacynia
Kacynia (Caccinia Savi) – rodzaj roślin należący do rodziny ogórecznikowatych (Boraginaceae). Obejmuje cztery gatunki. Rośliny te występują w zachodniej i środkowej Azji od rejonu Kaukazu po Tadżykistan, Turkmenistan i Uzbekistan.

## Morfologia
PokrójTęgie rośliny dwuletnie i byliny, czasem rozrastające się mocno za pomocą kłącza. Pędy z rzadka pokryte sztywnymi włoskami, wzniesione lub podnoszące się.
LiścieSkrętoległe, łodygowe, czasem też w rozecie przyziemnej, jajowate do podługowatych, pokryte włoskami i zwykle sine.
KwiatySkupione w silnie rozgałęzionych szczytowych skrętkach, z kwiatami wspartymi przysadkami. Działki kielicha zrośnięte w dole, z łatkami rozciętymi do połowy lub 3/4, silnie wydłużającymi się w czasie owocowania. Płatki korony zrośnięte w dole w rurkę dłuższą od kielicha, wyżej z nieco asymetrycznie rozpostartymi łatkami o kształcie wąskojajowato-trójkątnym. Osklepek w postaci podługowatych lub prostokątnych łusek. Pręciki o nitkach bardzo nierównej długości, przynajmniej jeden z pręcików zawsze wystaje ponad rurkę. Pojedyncza szyjka słupka jest nitkowata i zakończona główkowatym znamieniem.
OwocePojedyncze rozłupki (orzeszki) jajowate lub półkuliste, schowane w kielichu.

## Systematyka
Rodzaj należy do plemienia Trichodesmeae w podrodzinie Cynoglossoideae w obrębie rodziny ogórecznikowatych Boraginaceae. Jest rodzajem siostrzanym względem rodzaju Trichodesma.
Wykaz gatunków
- Caccinia dubia Bunge
- Caccinia kotschyi Boiss.
- Caccinia macranthera (Banks & Sol.) Brand
- Caccinia strigosa Boiss.